# Образовање обесправљених и лишених права наслеђа
„Образовање обесправљених и лишених права наслеђа“ је биографија америчког генерала Самјуела Чепмена Армстронга и његове придружене нормалне школе за ослобођенике, Института Хемптон, из 1999. године, коју је написао Роберт Франсис Енгс, а објавила је издавачка кућа Универзитета у Тенесију. Као прва комплетна биографија те врсте, књига приказује Армстронга као сложеног политичара и администратора у постгранатском периоду који је балансирао потребе супротстављених странака око школе у Вирџинији: њених афроамеричких студената, белих јужњачких комшија и филантропа са севера који су је финансирали. Претходни радови су Армстронга представили на поларизован начин, као спасиоца или као хендикеп за ослобођенике. Књига наглашава Армстронгово одрастање као мисионара на Хавајима у развоју његове образовне филозофије.
Рецензенти су похвалили уравнотежен приказ Армстронга у књизи, утемељено коришћење мисли тог периода и допринос историографији индустријског образовања. Сматрали су да књизи недостаје контекст историје заједнице и државе, као и новија истраживања о америчким староседеоцима у Хамптону.

## Резиме
Књига Роберта Франсиса Енгса „Образовање обесправљених и дезинхеритисаних: Самјуел Чепмен Армстронг и Хемптон институт, 1839–1893“ је прва биографија генерала Самјуела Чепмена Армстронга, оснивача Хемптон нормалног и пољопривредног института. Књигу је објавила издавачка кућа Универзитета у Тенесију 1999. године. Она доводи у питање неколико дугогодишњих идеја о овом периоду: да су „Хемптон-Таскиги систем“ и његови сљедбеници успорили напредак Афроамериканаца, да је идеологија Хемптон института била супротна идеологији историјски црних и историјски бијелих колеџа и да су ставови В. Е. Б. Дибоа и Букера Т. Вашингтона били дијаметрално супротни. Енгс пише о Армстронгу као симбол постратних америчких сукоба око расе, класе, религије и пола. Енгсов Армстронг, у „очинској... ароганцији“, веровао је да он и други вишег статуса могу најбоље да утврде како да побољшају судбину оних које потискује „недостатак могућности и дискриминација“, попут Афроамериканаца и америчких Индијанаца. Ова интуиција, знања „шта је најбоље за ослобођенике“, била је под утицајем његовог искуства у мисионарском раду, гдје су његови родитељи третирали старосједеоце Хавајаца као дјецу која се лоше понашају и чије понашање треба исправити. Биографија сажето износи Армстронгову филозофију, понашање и разумјевање Афроамериканаца из његових искустава као мисионара, студента Вилијамс колеџа и вође у Америчком грађанском рату. Енгс одбацује поларизована тумачења Армстронговог насљеђа као спасиоца или хендикепа за необразоване црнце. Умјесто тога, Армстронг је приказан као сложен човјек који вјерује и у „црначку инфериорност“ и да ослобођеници могу побољшати своје животе кроз његове лекције.
Армстронг је рођен и одрастао на Хавајима средином 19. вијека. Његов отац је био (секуларни) министар јавног образовања Краљевине Хаваји, чије су школе практиковале „принцип образовања заснован на ручном раду“. Енгс је написао да га је Армстронгово хавајско дјетињство изоловало од расистичких осјећања на копну. Армстронг је похађао приватне школе на Оахуу пре него што се преселио да студира на копну. Клонио се службе, верујући као и његов отац, „што је нечије вјеровање ниже, то боље“. Армстронгово искуство у грађанском рату – укључујући и искуство као ратног заробљеника, вође обојених трупа Сједињених Америчких Држава и генерала – довело је до његове доживотне тежње ка „племенитој борби“ у помагању свом „ближњем“. Придружио се Бироу ослобођених људи и служио је као први директор Института Хемптон на полуострву Вирџинија. Хемптонов задатак био је да припреми Афроамериканце „да уче свој народ 'цивилизујућим' начинима бјелаца“ кроз „хришћанска учења, строг кодекс понашања и ручни рад“. Хемптон је био једна од осам школа за обуку наставника Америчког мисионарског удружења. Армстронг је оставио 25-годишње наслеђе и увео је школске методе ручне и индустријске наставе крајем 1860-их упркос повећаним трошковима. Енгс разликује ову визију од индустријског образовања после 1900. године, гдје Армстронгова „индустрија“ означава марљивост „самодисциплине и самосталности“. Приход од рада је такође подржавао црне ученике током школовања, мада само током школских мјесеци. Армстронг је желио да види своје „најбоље“ дипломце како се уздижу до високог образовања и занимања „првобитно замишљених за бјелце“. Као његов „најпознатији ученик“, „виртуелни син“, и „духовни насљедник“, Букер Т. Вашингтон је отворио Институт Таскиги у стилу Хемптона. Армстронг је касније проширио Хемптонов обим како би укључио и Индијанце, који су били одвојени од црнаца као „школа унутар школе“.
Енгс примећује да су се мисионари борили да помире задатак асимилације дискриминисаних народа у друштво које се дефинише том активном дискриминацијом. Енгс приказује Армстронга као природног политичара, администратора и „склоног ризику“ који је тражио широку подршку од супротстављених странака, укључујући Афроамериканце, „антицрначки бели Југ“ и бијеле филантропе Сјевера, што је Армстронга учинило „мајстором извртања“. Као „реалиста“, Армстронг је усвојио суптилности својих покровитеља како би Хемптон остао отворен и није мјешао „уздизање Афроамериканаца“ са „промовисањем њихове једнакости са бијелцима“. Хемптонов наставни план и програм је на крају одређен федералним и донаторским новцем. Временом, Армстронгове циљеве за школу су осујетили повећани трошкови и сјеверни индустријалци који су подржавали школу, а који су образовање за ручни рад учинили фокусом и циљем наставног плана и програма, а не средством. Енгс закључује да су Армстронгови црни дипломци живјели у бољим околностима од својих вршњака. Многи су постали наставници на Југу и били су „захвални“ на својим приликама. С друге стране, дипломци Индијанаца из Хамптона су патили у здравственом стању у школи и имали су мало могућности за посао на Западу. Енгс је такође закључио да је Армстронгов рад био ограничен његовим ослањањем на елиту, нагласком на бјелцима који одлучују о животима црнаца и немогућношћу да промени своју филозофију када су његове претпоставке постале застарјеле. Ипак, Енгс је сматрао да је Армстронг успио у својој намери да „цивилизује“ студенте у Хамптону, иако је то мало значило, написао је Енгс, када бијело друштво није било спремно да их прихвати „без обзира колико цивилизовани били“.

## Пријем
Вилберт Ахерн (Journal of American History) сматрао је да су аргументи књиге убједљиви и „грациозно написани“, али је желио да сазна више о Армстронговом искуству у финансијској администрацији, стварању веза са сјеверним филантропима и успјешним студентима, осим Букера Т. Вашингтона. Џенингс Вагонер (History of Education Quarterly) је примјетио да су Армстронгове намере приказане као упоредиве са вођама Унутрашњег грађанског рата Џорџа Фредриксона, који су свој рад видели као продужетак рада Оснивача. Вагонер је написао да је Енгс пружио „добро утемељену“ биографију која се бави Армстронговим „сложеностима и контрадикцијама“ уз вјешто коришћење историографије и разумјевања епохе. Ахерн је нагласио „равнотежу“ биографије у поређењу са претходним партијским писањем о Армстронгу. Навео је Спајвијево дјело „Школовање за ново ропство“ и Енгсову прву књигу, „Прва генерација ослобођеника“ из 1979. године, као примјере дјела која повезују Армстронга са „гушећим... афроамеричким тежњама“. Ахерн је такође написао да Енгсов рад потврђује тада контроверзну тврдњу у књизи Џејмса Мекферсона „Аболиционистичко насљеђе“ из 1975. године да је Армстронг био „фундаментално посвећен унапријеђењу могућности за Афроамериканце“ и друге расе. Една Грин Медфорд (The North Carolina Historical Review) написала је да је књига посебно вриједна за историографију индустријског образовања.
Медфорд је похвалио Енгсову контекстуализацију касног деветнаестог вијека у америчкој политичкој, расној и образовној мисли, али је критиковао његов третман односа између школе и њене заједнице, посебно у причама о њеним ученицима који су интераговали са заједницом. Ахерн је сматрао да Енгс није видио релевантну, новију литературу о Армстронговом утицају на Индијанце. Харолд Форсајт (The Journal of Southern History) описао је Енгсов тон као благ, али са „континуираним... критичким призвуком“. Форсајт је такође истакао ослањање књиге на Армстронгове и Хемптонове записе и посљедично удаљавање од шире историје Вирџиније.